# Relicto
Relicto é uma espécie animal ou vegetal encontrada em certas áreas ou habitat isolados, remanescente de fauna ou flora outrora amplamente distribuída. Em outras palavras, é um organismo que em eras passadas foi abundante em um território amplo e que agora encontra-se apenas em pequenas áreas deste território. Na definição de Aziz Ab'Saber, o conceito se aplica a qualquer espécie "encontrada em uma localidade específica e circundada por vários trechos de outro ecossistema".